# Sycharth
Sycharth ist eine ehemalige Burg in Powys im Nordosten von Wales. Die als Scheduled Monument geschützte Burgstelle liegt bei dem Dorf Llansilin unweit der walisisch-englischen Grenze.

## Geschichte
Vermutlich errichteten die Normannen während der normannischen Eroberung von Nordwales zu Beginn des 12. Jahrhunderts eine Motte. Um 1300 erbte Madog ap Gruffydd Fychan, ein Sohn von Gruffydd Fychan und damit ein Nachfahre der Fürsten von Powys Fadog, die Herrschaft Cynllaith. Anstelle der alten Burg entstand bei Sycharth ein hölzernes Herrenhaus, das zum Hauptsitz seiner Familie wurde. Madogs Urenkel Owain Glyndŵr wurde 1400 in Glyndyfrdwy zum Fürsten von Wales proklamiert und begann eine Rebellion gegen die englische Herrschaft in Wales. Am 30. November 1402 heiratete in Sycharth seine Tochter Catherine den in Gefangenschaft geratenen Adligen Edmund Mortimer, der schließlich die Seiten gewechselt hatte. Im Mai 1403 wurde während einer englischen Strafexpedition unter Prinz Harry of Monmouth das gesamte Anwesen niedergebrannt. Das Anwesen wurde nicht wieder aufgebaut, als Residenz von Owain Glyndŵr diente schließlich das eroberte Harlech Castle.
Die Burgstelle wurde 1962 archäologisch untersucht, doch die Ausgrabungen brachten nur wenige Reste des mittelalterlichen Herrenhauses zu Tage.

## Anlage
Die Stelle besteht aus einer baumbestandenen runden Motte und einer südwestlich gelegenen ovalen Vorburg. Im Westen fließt der Afon Cynllaith, im Südwesten befindet sich ein Bauernhaus aus dem 18. Jahrhundert.